# Bidasio
Bidasio è una località del comune di Nervesa della Battaglia, in provincia di Treviso.

## Geografia fisica
Bidasio si trova a sud-est di Nervesa, all'incrocio tra via Madonnetta e via Priula, poco distante dalla zona industriale.

## Monumenti e luoghi d'interesse
- Chiesa della Madonna del Rosario, risalente al XVII secolo, danneggiata nel corso della prima guerra mondiale, fu ristrutturata nel corso del Novecento. All'interno vi si trova un seicentesco altare in marmo opera dello scultore Francesco Comin.
- Villa Bidasio, conosciuta anche come La Rotonda, costruita nel XVII secolo dalla famiglia Priuli, si presenta oggi sotto forma di ruderi. Dopo i Priuli la proprietà passò prima ai Foscarini, poi ai Verri e infine ai Bidasio degli Imberti. La villa era composta da due edifici speculari che davano su di un viale che andava a concludersi nei pressi di un'edicola, tutto perimetrato da un muro semicircolare. Degli edifici non rimane oggi nulla, il primo fu distrutto sul finire del XVIII secolo, mentre l'altro subì i danni della battaglia del solstizio (1918) e venne quindi demolito. Le uniche testimonianze rimaste ancora oggi sono il muro perimetrale e gli altri edifici che componevano la proprietà, come l'edicola, la cantina, i granai e le case dei fattori.